# Geschichte der Republik Ägypten

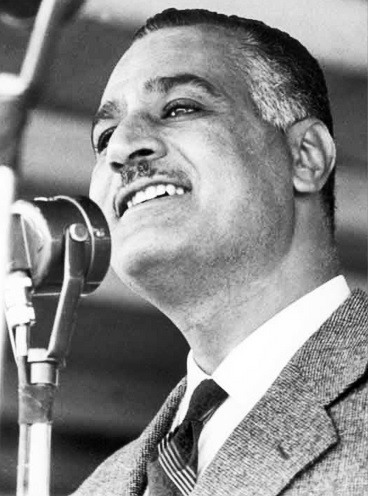
Gamal Abdel Nasser

Die Geschichte der Republik Ägypten umfasst die Entwicklung der Arabischen Republik Ägypten von ihrer Gründung am 18. Juni 1953 bis zur Gegenwart.

## Amtszeit Nassers
Nach dem Sturz der Monarchie (23. Juli 1952) durch einen Militärputsch unter Muhammad Nagib und Gamal Abdel Nasser wurde ein Jahr später (18. Juni 1953) die Republik ausgerufen. General Nagib wurde schon 1954 von Nasser gestürzt. Bis 1970 bestimmte nun Nasser als Präsident die Politik Ägyptens. Es erfolgten eine sozialistische Ausrichtung der Regierung und der Aufbau eines Einparteienstaats unter der Arabisch Sozialistischen Union (ASU). Die angestrebte Bodenreform und die Bekämpfung der Armut führten aber nicht zu den erhofften Erfolgen. Um die Errichtung des Assuanstaudamms finanzieren zu können, wurde 1956 der Sueskanal verstaatlicht, was im Oktober 1956 zur Sueskrise führte als Großbritannien, Frankreich und Israel Ägypten angriffen und die Sueskanalzone und den Sinai besetzten. Auf Druck der Großmächte USA und Sowjetunion mussten sich die Interventen wieder zurückziehen. Somit konnte Nasser die militärische Niederlage in einen politischen Sieg ummünzen. Weitere Verstaatlichungsprogramme in der Wirtschaft führten allerdings zum Ende von Auslandsinvestitionen in Ägypten. 1956 erhielten Frauen das aktive und passive Wahlrecht. Für Männer bestand Wahlpflicht, für Frauen nicht. Männer, denen das Wahlrecht zustand, waren automatisch registriert, Frauen mussten einen besonderen Antrag stellen, um ihre politischen Rechte ausüben zu können, und selbst 1972 waren erst 12 Prozent der Frauen registriert. Erst 1979 wurde dieser Nachteil für die Frauen abgeschafft.
Wegen ausbleibender innenpolitischer Erfolge wandte sich Nasser verstärkt der Außenpolitik zu. So wurde Ägypten ein führendes Mitglied der Bewegung der Blockfreien Staaten und unterstützte den antikolonialen Befreiungskampf u. a. in Algerien und im Jemen. Außerdem propagierte er den Panarabismus. Nassers größter Erfolg war diesbezüglich die Vereinigte Arabische Republik mit Syrien (1958), welche jedoch nur bis 1961 bestand, und der Zusammenschluss dieser Vereinigten Arabischen Republik mit Nordjemen zu den Vereinigten Arabischen Staaten. Dies führte aber zur Gegnerschaft der konservativen Monarchien auf der Arabischen Halbinsel, besonders in Jordanien und dem Irak, welche sich in der Arabischen Föderation zusammenschlossen. Eine erneute Vereinigung mit Syrien und dem Irak zur Vereinigten Arabischen Republik von 1963 scheiterte an Differenzen zwischen dem irakischen und dem syrischen Flügel der Baath-Partei. Auch wenn noch eine De-facto-Union mit dem nunmehr republikanischen Nordjemen (1962–1967) stattfand, war Nasser mit seinem Panarabismus gescheitert.
Die Niederlage Ägyptens im Sechstagekrieg (1967) und die Besetzung des Sinai durch Israel führte zu einer noch engeren Anlehnung an die Sowjetunion. Am 11. April 1971, im Rahmen des Abnutzungskrieges, erhielt Ägypten moderne Kampfflugzeuge des Typs MiG-23 von der Sowjetunion. Israel sah durch deren Stationierung das Gleichgewicht im Nahen Osten gefährdet.

## Amtszeit Sadats

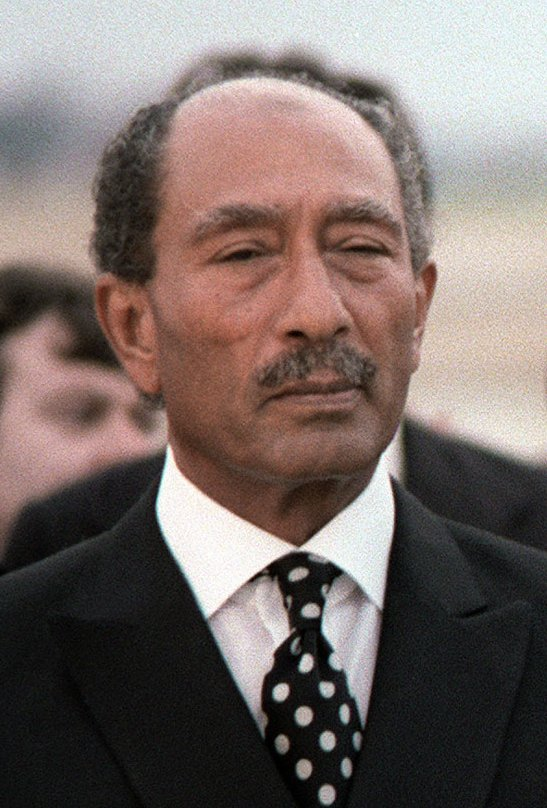
Anwar as-Sadat

Unter Sadat kam es aber 1972/1976 zum Bruch mit der Sowjetunion und zu einer Annäherung an die USA. Dennoch lieferte die Sowjetunion am 1. März 1977 überraschend 50 Kampfflugzeuge des Typs MiG-21 an Ägypten. Im Jom-Kippur-Krieg (6. bis 24. Oktober 1973) konnten die ägyptischen Truppen große Anfangserfolge gegen Israel erzielen.
Nach einem Besuch Sadats in Israel (19. bis 21. November 1977) und dem Camp-David-Abkommen (17. September 1978) erhielten Sadat und Menachem Begin den Friedensnobelpreis (1978). Am 26. März 1979 wurde in Washington, D.C. der Frieden mit Israel geschlossen, was zur Räumung des Sinai durch die israelischen Truppen führte. Dieser Ausgleich führte aber zu einer Isolierung Ägyptens in der islamischen Welt. So erfolgte der Ausschluss aus der Arabischen Liga. 1977 kam es zu einem viertägigen Grenzkrieg mit dem Nachbarland Libyen, das die Annäherung Ägyptens an Israel scharf verurteilte.

## Amtszeit Mubaraks

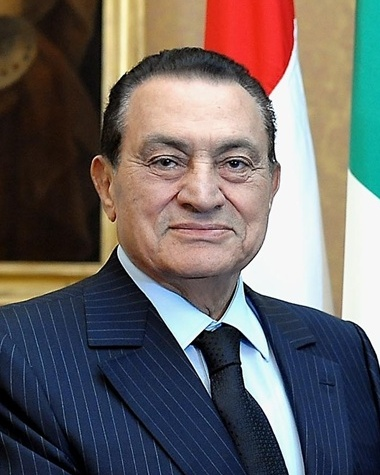
Husni Mubarak

Nach der Ermordung Sadats durch muslimische Extremisten (6. Oktober 1981) übernahm Hosni Mubarak die Regierung. Unter ihm wurden Gruppen wie die Muslimbruderschaft unterdrückt und die Isolation Ägyptens in der islamischen Welt wieder aufgebrochen. So erfolgte 1989 wieder die Aufnahme des Landes in die Arabische Liga.
In der Palästina-Frage versuchte Ägypten zwischen Israel und den Palästinensern zu vermitteln. Auch sonst war es ein wichtiger Partner der USA und der europäischen Staaten im Nahen Osten.
Seit Beginn der 1990er-Jahre nahmen terroristische Aktivitäten zu, welche der Muslimbruderschaft zugeschrieben werden. So scheiterten 1994 und 1996 Attentate auf Mubarak. Auch richtete sich der Terror gegen den Tourismus, der den wichtigsten Wirtschaftszweig in Ägypten darstellt. Nach den Anschlägen von Luxor und Kairo, bei denen mehrere Touristen ums Leben kamen, erlitt der Tourismus erhebliche Einbrüche, was zu großen wirtschaftlichen Schwierigkeiten führte. Für die Planung eines Anschlages auf eine koptische Kirche Anfang 2011 in Alexandria wurden zunächst ebenfalls die Muslimbrüder verantwortlich gemacht, Anfang Februar 2011 wurde dann jedoch ein Verfahren gegen den im Zuge der Revolution in Ägypten 2011 zurückgetretenen Innenminister des Landes, Habib al-Adli eröffnet. Er wird beschuldigt, diesen Anschlag geplant zu haben, um ihn dann der Muslimbruderschaft zuzuschieben.
Aus den in drei Runden stattfindenden Wahlen zum Rat des Volkes zwischen dem 9. November und 7. Dezember 2005 konnte die Opposition massive Gewinne erzielen. Insgesamt erhielt das Bündnis knapp 100 der insgesamt 440 Sitze. Die regierende Nationaldemokratische Partei (NDP) gewann allerdings mit 311 Sitzen (2000: 388). Es folgten die Muslim-Bruderschaft mit 88 Sitzen (17) und die liberale Neue Wafd-Partei mit 6 (7) Sitzen. 27 Sitze (30) belegten Unabhängige und Angehörige kleinerer Parteien. 12 Sitze (2) sind vakant. Nachdem sich bereits nach den ersten Wahlrunden ein Erstarken der Muslimbrüder abgezeichnet hatte, war die letzte Runde überschattet von gewaltsamen Versuchen der Sicherheitskräfte, deren Anhänger am Betreten der Wahllokale zu hindern; dabei wurden 12 Menschen getötet. Der Erfolg der Muslimbrüder war vor allem auf ihr soziales Engagement in den Kairoer Armenvierteln zurückzuführen, was von der NDP geduldet wurde.
Die Teilwahlen zum Schura-Rat im Juni/Juli 2007 brachten ebenfalls eine Mehrheit für die NDP.

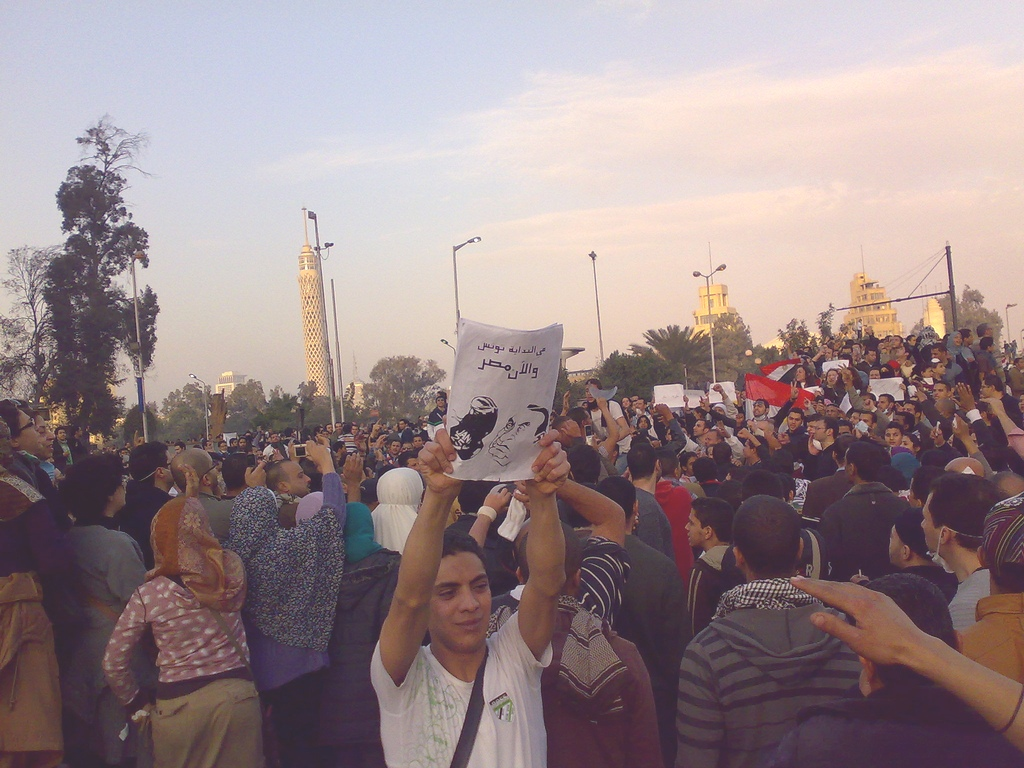
Proteste in Kairo im Jahr 2011

## Nach der Revolution 2011

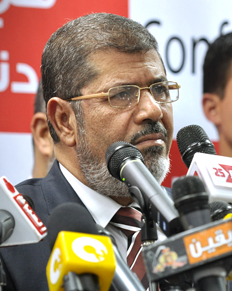
Mohammed Mursi

Im Zuge des Arabischen Frühlings kam es zu Protesten in Ägypten, die zu einem Rücktritt Mubaraks beigetragen haben. Die Nationaldemokratische Partei wurde aufgelöst und Mubarak zu einer lebenslangen Haftstrafe verurteilt. Bei den ersten freien Parlamentswahlen gewannen die salafistischen Parteien die Mehrheit im Parlament. Die stärkste Partei war die Freiheits- und Gerechtigkeitspartei, welche zu den Muslimbrüdern gehört. Als Folge darauf wurde der Muslimbruder Mohammed Mursi Präsident. Er führte ein Verfassungsreferendum durch, welches seine Macht stärkte und Ähnlichkeiten mit der Scharia besaß.
Mursis Amtszeit war stark von Demonstrationen der Liberalen und Linken geprägt, welche blutig niedergeschlagen wurden. Nachdem sich die Lage zugespitzt hatte, putschte sich das Militär am 3. Juli 2013 an die Macht. Infolgedessen wurde Adli Mansur, ein früherer Mubarak-Beamter, zum Präsidenten, und Hasim al-Beblawi zum Premierminister ernannt. Anhänger Mohammed Mursis widersetzten sich jedoch der neuen Regierung und riefen zu Protesten auf. Die Demonstrationen wurden blutig niedergeschlagen und es gab mindestens 43 Tote. Der frühere Präsident Hosni Mubarak wurde von der neuen Regierung freigelassen und stand bis zu seinem Tode 2020 unter Hausarrest. Am 25. August 2013 begann der Prozess gegen Mubarak wie auch gegen die Muslimbrüder. Ende September 2013 wurden die Muslimbrüder offiziell verboten. Im Januar 2014 wurde ein Verfassungsreferendum durchgeführt, welches die Menschenrechte schützt, aber auch die Rolle des Militärs stärkt. 98 % der Wähler stimmten für die neue Verfassung. Bei der Präsidentschaftswahl im Mai 2014 siegte der General Abd al-Fattah as-Sisi.